# Micralestes ambiguus
Micralestes ambiguus är en fiskart som beskrevs av Géry, 1995. Micralestes ambiguus ingår i släktet Micralestes och familjen Alestidae. IUCN kategoriserar arten globalt som otillräckligt studerad. Inga underarter finns listade i Catalogue of Life.